# Tamara Kazarinova
Tamara Alexandrovna Kazarinova, née le 26 juin 1906 à Moscou et décédée le 4 août 1956, est une aviatrice soviétique. Pendant la Seconde Guerre mondiale, elle commanda le seul régiment de chasse entièrement féminin de l'Armée rouge pendant six mois. Son corps repose à Moscou, cimetière Preobrajenski.

## Biographie

### Avant la Guerre
Tamara Kazarinova est diplômée de l'académie militaire de la VVS de Leningrad en 1929, elle intègre ensuite l'école de pilotage militaire de Kacha puis en 1931, l'école de tactique aéronautique à Lipetsk dont elle est diplômée en 1937.
En 1937, Tamara Kazarinova fut décorée de l'Ordre de Lénine.

### Pendant la Guerre
Tamara Aleksandrovna Kazarinova était la seconde commandante du 586 IAP / Groupe d'Aviation n° 122 pendant la Seconde Guerre mondiale. Elle n'occupa ce poste que pendant six mois. Elle n'était pas très appréciée car trop sévère, de l'avis de certains comme Alexandra Makounina, la cheffe d'état-major du régiment, et son style garçon manqué déplaisait ; d'autres telles que Elena Karakorskaïa, mécanicienne au 586 IAP, appréciaient Tamara Kazarinova. Elena Karakorskaïa rapporte qu'elle connaissait toutes ses subordonnées et qu'elle était appréciée de Marina Raskova même si elle eut une dispute avec celle-ci, arguant que la durée d'entraînement des filles avait été trop courte. Nina Slovokhotova, navigatrice et cheffe du service de navigation, réplique en disant qu'elle était beaucoup trop stricte car elle ne faisait pas partie du groupe, elle dit aussi que la Commissaire la haïssait.
Il est communément accepté que Tamara Kazarinova ne pouvait plus piloter du fait d'une blessure à la jambe droite causée par un crash. Cette blessure, mal soignée, ne s'était jamais remise et avait fini par causer une incapacité totale pour elle de piloter vers l'automne 1942. Alexandra Makounina appuya cette thèse en ajoutant qu'elle avait une fois surpris Tamara Kazarinova ayant enlevé sa botte, la jambe ensanglantée, elle refusa son aide. 
Ce sont les pilotes Raïssa Beliaïeva, Valeria Khomiakova et Ievguenia Prokhorova qui demandèrent le remplacement de Tamara Kazarinova pour la bonne et simple raison qu'une personne ne pilotant pas ne pouvait pas commander un régiment de pilotes de chasse. Lidia Litviak, Iekaterina Boudanova, Klavdia Netchaïeva et Raïssa Beliaïeva, membres du premier escadron, étaient les plus farouches opposantes de Tamara Kazarinova, de même que la commandante du second escadron, Ievguenia Prokhorova et son adjointe Valeria Khomiakova.
Après une courte et infructueuse médiation, il fut fait appel à de plus hautes instances pour régler la situation. Avant de partir, Tamara Kazarinova envoya le 10 septembre 1942, huit pilotes dans une unité masculine pour participer à la bataille de Stalingrad dont Lidia Litviak, Iekaterina Boudanova, Klavdia Netchaïeva, Raïssa Beliaïeva et Antonina Lebedeva.
Son successeur fut Alexandre Gridnev (ru) qui déclara plus tard que Tamara Kazarinova avait été placée ici par le général Alexandre Ossipenko (ru) et que l'un comme l'autre avaient été parachutés à leurs postes alors qu'ils ne connaissaient rien au pilotage d'avion de chasse ni à la stratégie aérienne car ils avaient reçu l'Ordre de Lénine en 1937. Il déclara aussi que le fait d'avoir envoyé ces huit jeunes femmes dans des unités masculines était un acte calculé de la part du général Ossipenko et du major Tamara Kazarinova. En effet, à ce moment-là Marina Raskova était encore en vie, il n'y avait donc pas de raison que l'intégrité du 586 IAP soit altérée dans la mesure où c'était un choix dès le départ de constituer des unités entièrement féminines. Les aviatrices furent assez mal reçues dans leur nouvelle unité. Tout d'abord elles ne volaient pas sur le même type d'appareil ce qui posa un problème de logistique, ensuite elles étaient moins expérimentées que leurs collègues masculins et devaient donc occuper le poste d'ailières, les ailiers protègent le leader. Les hommes ne voulaient pas voir mourir une femme à leurs côtés. C'est ainsi que la plupart refusaient de voler avec elles, même s'ils reconnaissaient leur valeur en tant que pilotes de chasse. 
Paradoxalement ces pilotes trouvèrent là l'occasion de faire leurs preuves sur le front et trois d'entre elles décidèrent de rester dans une unité masculine : Lidia Litviak, Iekaterina Boudanova et Antonina Lebedeva. Klavdia Netchaïeva trouva la mort lors de la bataille de Stalingrad.
Le 24 septembre 1942, Valeria Khomiakova abattit un appareil au-dessus de Saratov, de nuit, ce fut la première victoire officiellement créditée au 586 IAP. Le 29 septembre, elle partit à Moscou pour recevoir les honneurs liés à cet acte. À peine de retour à Anissovka elle fut affectée à la surveillance de nuit alors qu'elle était dans un état de fatigue déjà très prononcé comme le confirmèrent les témoignages d'Elena Karakorskaïa et d'Ekaterina Polounina. Le Major Kazarinova insista pour qu'elle reste à son poste. Dans la nuit du 5 octobre 1942, Valeria Khomiakova décolla, sans repères lumineux, n'arrivant pas à adapter sa vision à cause de la fatigue, elle finit par percuter un obstacle et se tua.
Sa mort fut déclarée en tant que mort au combat et il n'y eut donc pas d'enquête. Cependant c'est après cet évènement tragique que le général Mikhaïl Gromadine (ru) décida d'intervenir. Il demanda au général Alexandre Ossipenko d'ouvrir une enquête. Ce dernier se contenta de transférer le major Kazarinova dans son état-major et aucune enquête ne fut ouverte. 
Cependant Alexandra Makounina aurait consigné que ce transfert avait été motivé par des raisons de santé, la sœur du major Kazarinova, Militsa Kazarinova servit elle aussi au sein du 586 IAP, c'est elle qui aurait modifié le rapport de Makounina.
Mise à la disposition de l'administration en 1942, Tamara Kazarinova occupa plusieurs postes avant d'être versée à la réserve en 1954.
Elle décéda en 1956. Elle est enterrée au cimetière de la Transfiguration de Moscou.

## Décorations
- Ordre de Lénine, 1937
- Ordre de l'Étoile rouge (deux fois)